# Pourtalosmilia anthophyllites
Pourtalosmilia anthophyllites är en korallart som först beskrevs av Ellis och Daniel Solander 1786.  Pourtalosmilia anthophyllites ingår i släktet Pourtalosmilia och familjen Caryophylliidae. Inga underarter finns listade i Catalogue of Life.